# Neola (Utah)
Neola is een plaats (census-designated place) in de Amerikaanse staat Utah, en valt bestuurlijk gezien onder Duchesne County.

## Demografie
Bij de volkstelling in 2000 werd het aantal inwoners vastgesteld op 533.

## Geografie
Volgens het United States Census Bureau beslaat de plaats een oppervlakte van
18,2 km², geheel bestaande uit land. Neola ligt op ongeveer 1835 m boven zeeniveau.

## Plaatsen in de nabije omgeving
De onderstaande figuur toont nabijgelegen plaatsen in een straal van 24 km rond Neola.